# Chymomyza jamaicensis
Chymomyza jamaicensis är en tvåvingeart som beskrevs av David Grimaldi 1986. Chymomyza jamaicensis ingår i släktet Chymomyza och familjen daggflugor.
Artens utbredningsområde är Jamaica. Inga underarter finns listade i Catalogue of Life.